# Шаєнн
Шаєнн (англ. Cheyenne) — місто (англ. city) в США, в окрузі Ларамі штату Вайомінг. Столиця і найбільше місто штату Населення — 65 132 особи (2020).

## Географія
Шаєнн розташований за координатами 41°9′8″ пн. ш. 104°47′0″ зх. д. / 41.15222° пн. ш. 104.78333° зх. д. (41.152195, -104.783238).  За даними Бюро перепису населення США в 2010 році місто мало площу 63,79 км², з яких 63,51 км² — суходіл та 0,28 км² — водойми. В 2017 році площа становила 73,71 км², з яких 73,43 км² — суходіл та 0,28 км² — водойми.

## Історія
Місто було засноване 4 липня 1867 р. — команда під керівництвом генерала Гренвілла Доджа розбила тут табір майбутніх будівельників залізниці. Додж вибрав назву Шаєнн на честь індіанського племені шаєннів.

## Демографія
Згідно з переписом 2010 року, у місті мешкало 59 466 осіб у 25 557 домогосподарствах у складі 15 269 родин. Густота населення становила 932 особи/км².  Було 27283 помешкання (428/км²).
Расовий склад населення:
| - 87,4 % — білих - 2,9 % — чорних або афроамериканців - 1,2 % — азіатів - 1,0 % — корінних американців - 0,2 % — вихідців з тихоокеанських островів - 4,0 % — осіб інших рас |

До двох чи більше рас належало 3,3 %. Частка іспаномовних становила 14,5 % від усіх жителів.
За віковим діапазоном населення розподілялося таким чином: 24,0 % — особи молодші 18 років, 62,5 % — особи у віці 18—64 років, 13,5 % — особи у віці 65 років та старші. Медіана віку мешканця становила 36,5 року. На 100 осіб жіночої статі у місті припадало 97,3 чоловіків;  на 100 жінок у віці від 18 років та старших — 95,1 чоловіків також старших 18 років.
Середній дохід на одне домашнє господарство  становив 71 855 доларів США (медіана — 58 219), а середній дохід на одну сім'ю — 85 407 доларів (медіана — 75 374). Медіана доходів становила 49 953 долари для чоловіків та 38 633 долари для жінок. За межею бідності перебувало 11,2 % осіб, у тому числі 15,3 % дітей у віці до 18 років та 6,4 % осіб у віці 65 років та старших.
Цивільне працевлаштоване населення становило 30 476 осіб. Основні галузі зайнятості: освіта, охорона здоров'я та соціальна допомога — 20,9 %, публічна адміністрація — 15,2 %, роздрібна торгівля — 12,9 %.

## Міста-побратими
- Ломпок, США
- Бісмарк, США
- Ваймеа, США
- Тайчжун, Республіка Китай
- Лурд, Франція
- Хаммам-Сус, Туніс
- Вогера, Італія

## Уродженці
- Мілдред Гарріс (1901—1944) — американська актриса німого кіно
- Ренсіс Лайкерт (1903—1981) — американський соціальний психолог, дослідник проблем організації, організаційної поведінки і управління, розробник т. з. психометричної шкали Лайкерта
- Джордж Клейтон Джонсон (1929—2015) — американський письменник-фантаст.

## Галерея

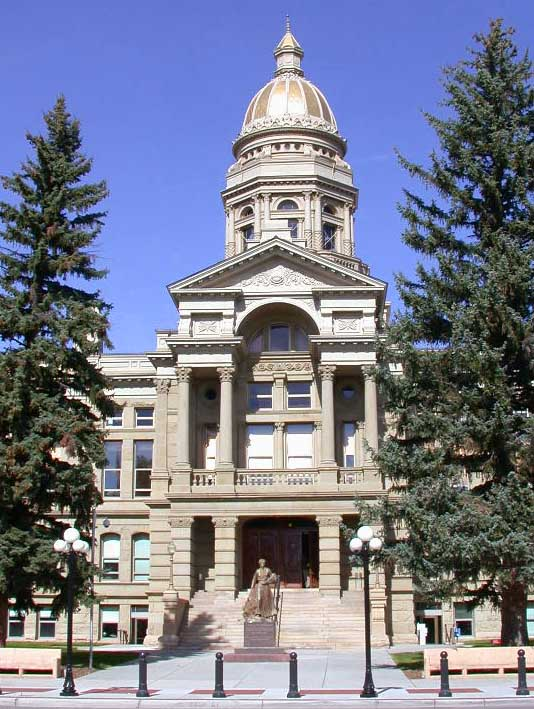
Капітолій штату
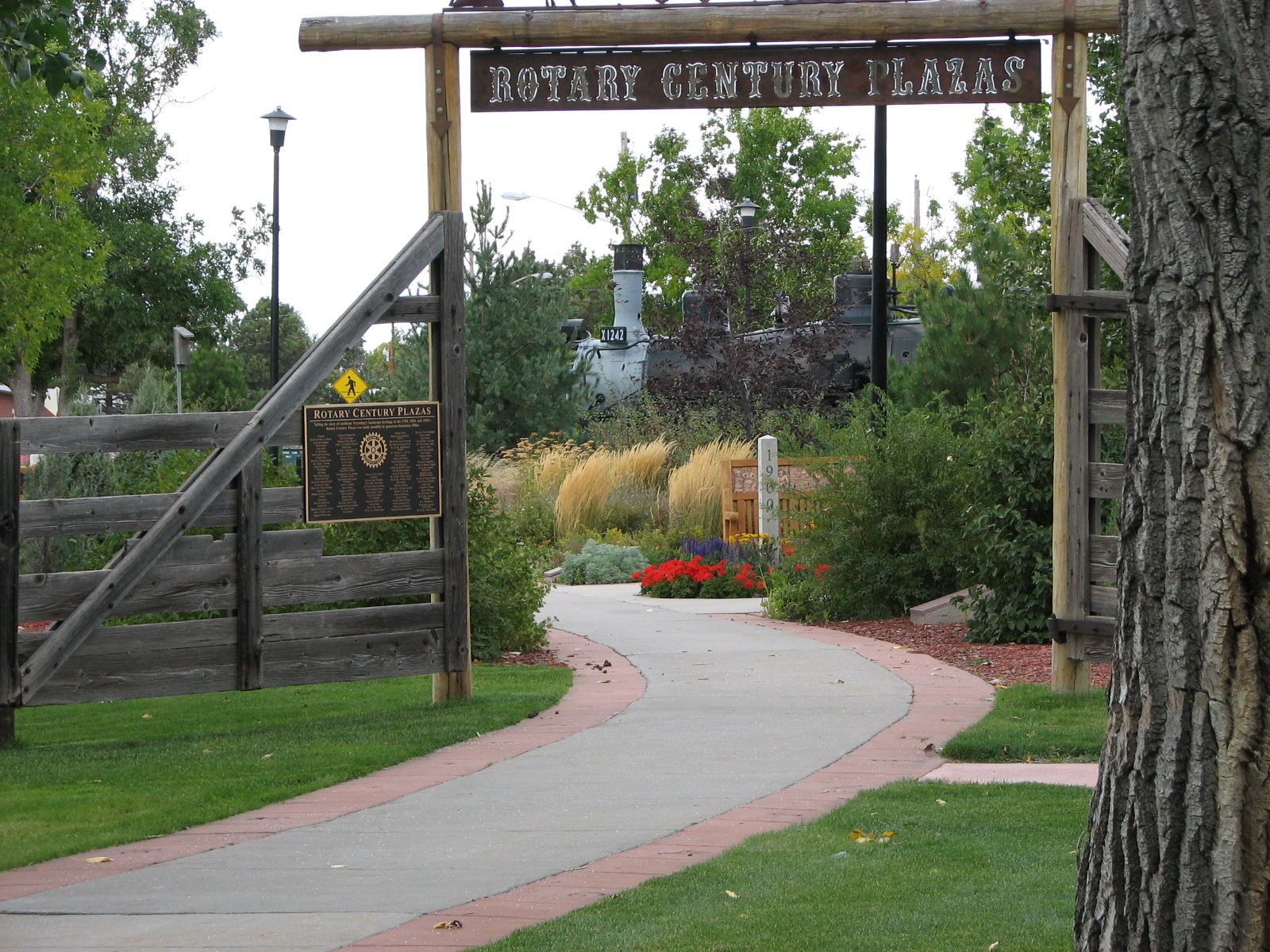
Ботанічний сад
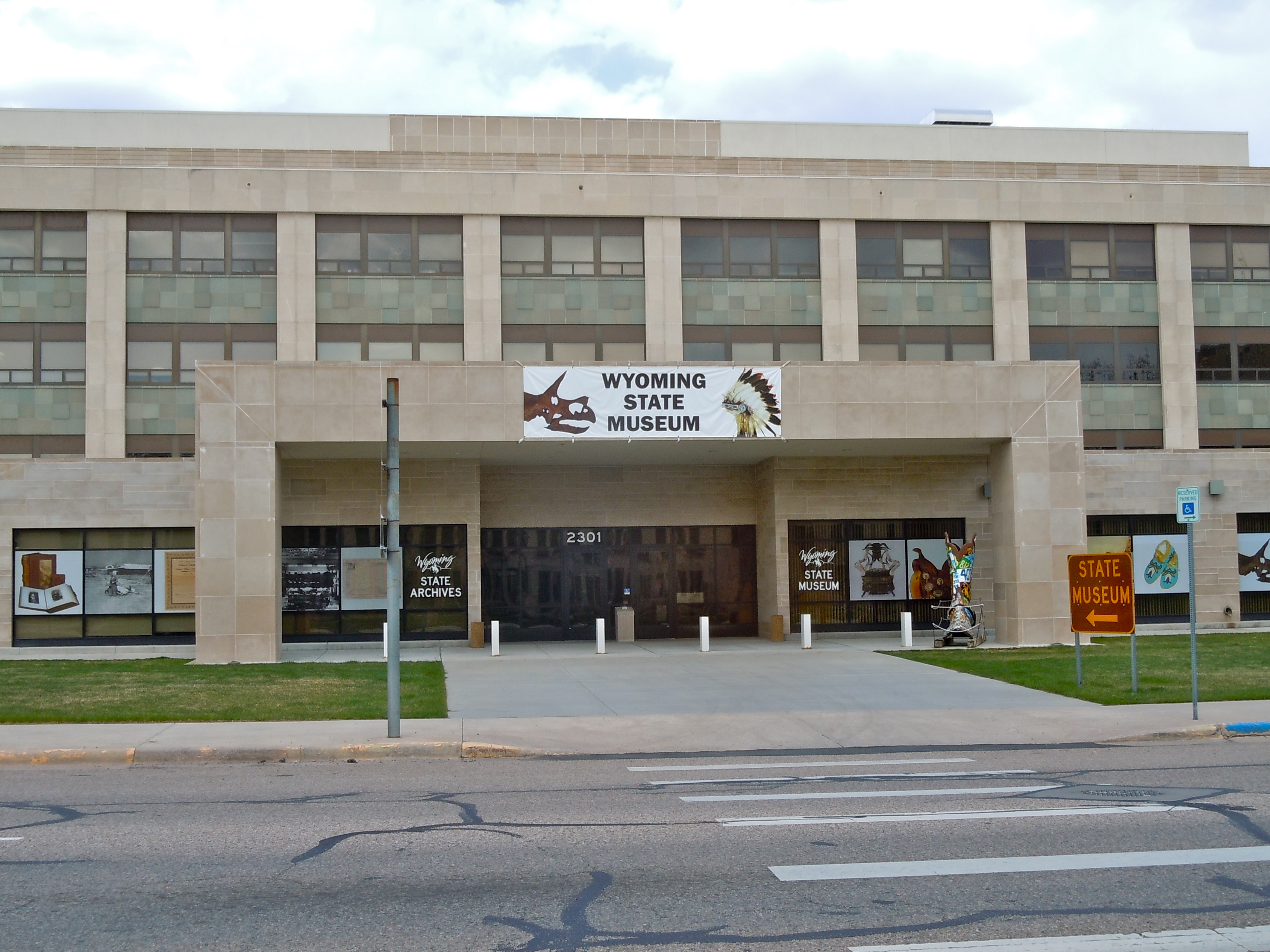
Музей штату